# Hjørring

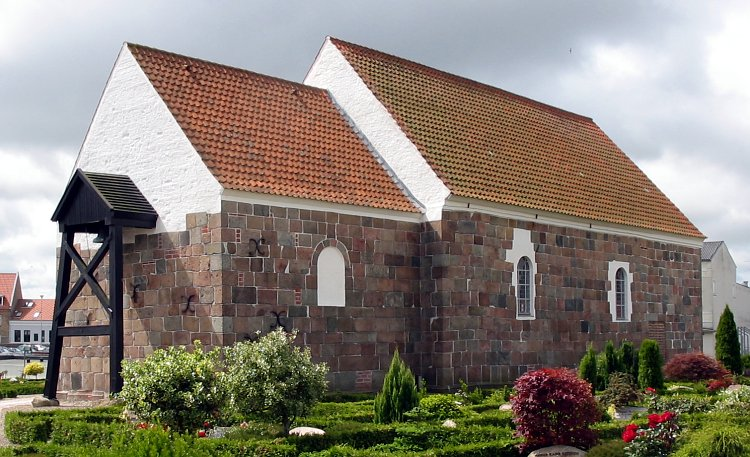
Biserica St. Olai în Hjørring.

Hjørring este un oraș în regiunea Iutlanda Nordică, din Danemarca. Este unul de orașele cele mai vechi Danemarcei. Are o populație de 24 789 loc. (2004). Este reședința comunei Hjørring.